# Palais de Linlithgow
Le palais de Linlithgow est une ancienne résidence royale d'Écosse située à Linlithgow, dans le West Lothian, à environ 25 km à l'ouest d'Édimbourg. Partiellement détruit au XVIIIe siècle lors de la guerre entre les partisans des Stuarts et le duc de Cumberland, il fait aujourd'hui partie des monuments nationaux de Grande-Bretagne.

## Histoire
Sur l'emplacement de l'actuel palais, il existait déjà une demeure royale au XIIe puis au XIVe siècle une forteresse destinée à protéger la route qui mène du château d'Édimbourg au château de Stirling.
En 1424, lorsqu'un incendie eut ravagé la forteresse et la ville de Linlithgow, le roi Jacques Ier d'Écosse fit rebâtir le château afin de le transformer en résidence pour la famille royale écossaise. Ses successeurs Jacques III, Jacques IV et Jacques V y ajoutèrent ensuite différents aménagements.
C'est au palais de Linlithgow que naquit la reine Marie Stuart en 1542, tout comme son père, Jacques V. Après avoir passé son enfance et son adolescence en France à la cour d'Henri II et de son épouse Catherine de Médicis puis épousé le dauphin François qui ne régna, sous le nom de François II, que quelques mois, Marie Stuart, reine veuve âgée d'à peine 18 ans, quitta définitivement la France pour revenir vivre dans le royaume écossais de son père dont elle avait hérité. Pierre de Ronsard, alors tout jeune page, fit partie de la suite honorifique qui accompagna Marie Stuart lors de son voyage de retour qui se fit par bateau. On ignore si le futur poète eu l'opportunité d'aller jusqu'à Linlithgow ou si la suite rembarqua vers la France sitôt que Marie eut posé le pied sur le sol de ses ancêtres. Linlithgow devint la résidence principale de Marie Stuart jusqu'à la fin de son règne mouvementé.
Son fils, Jacques VI d'Écosse (futur Jacques Ier d'Angleterre), fit reconstruire la partie nord du palais.
Après la constitution du Royaume-Uni en 1603, le palais devint propriété de la Couronne britannique.
Charles Édouard Stuart, autrement dit Bonnie Prince Charlie, passa par Linlithgow lors de sa marche vers le sud en 1745, puis, en 1746, les « Sassenach » du duc William Augustus de Cumberland mirent le feu au palais. L'édifice ne fut pas reconstruit depuis lors.
Ce monument est aujourd'hui géré par l'association Historic Scotland.

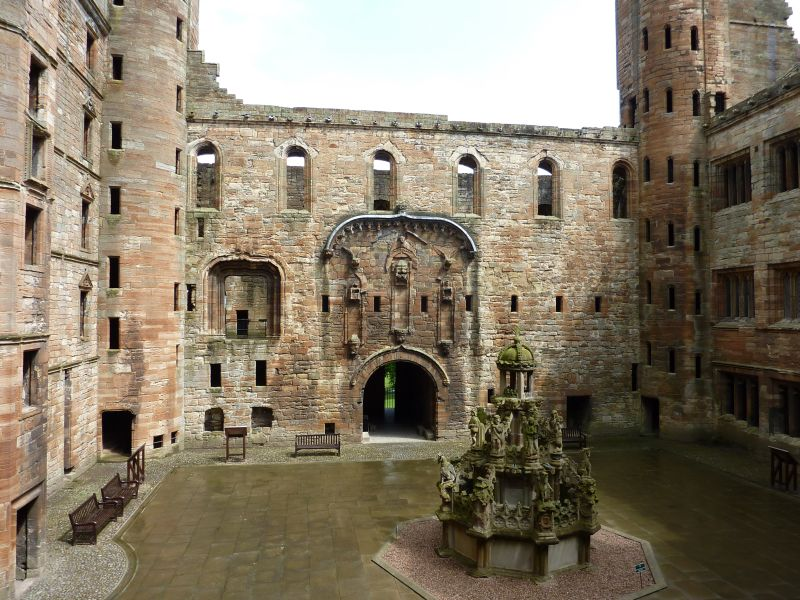
La cour
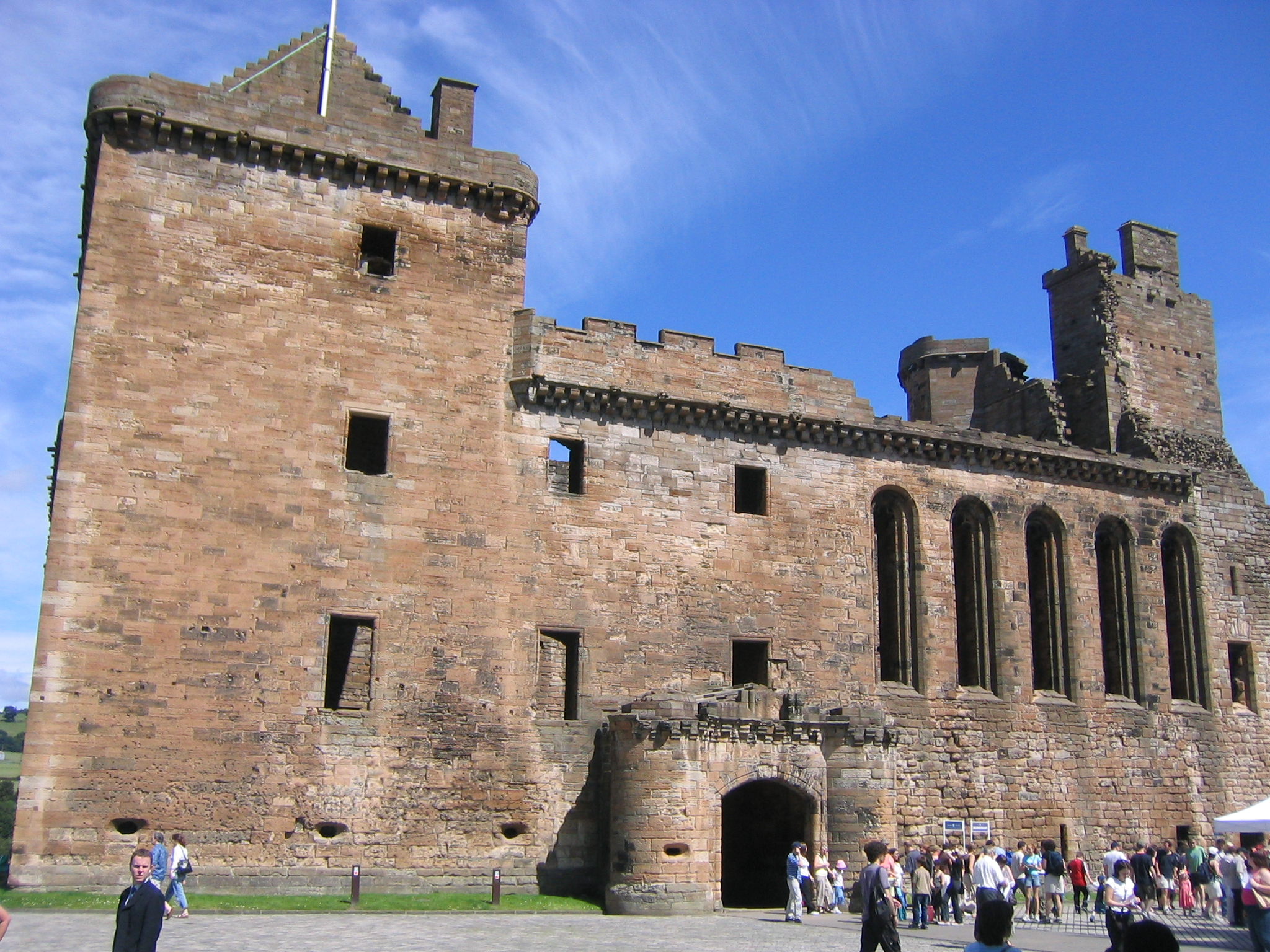
La façade sud
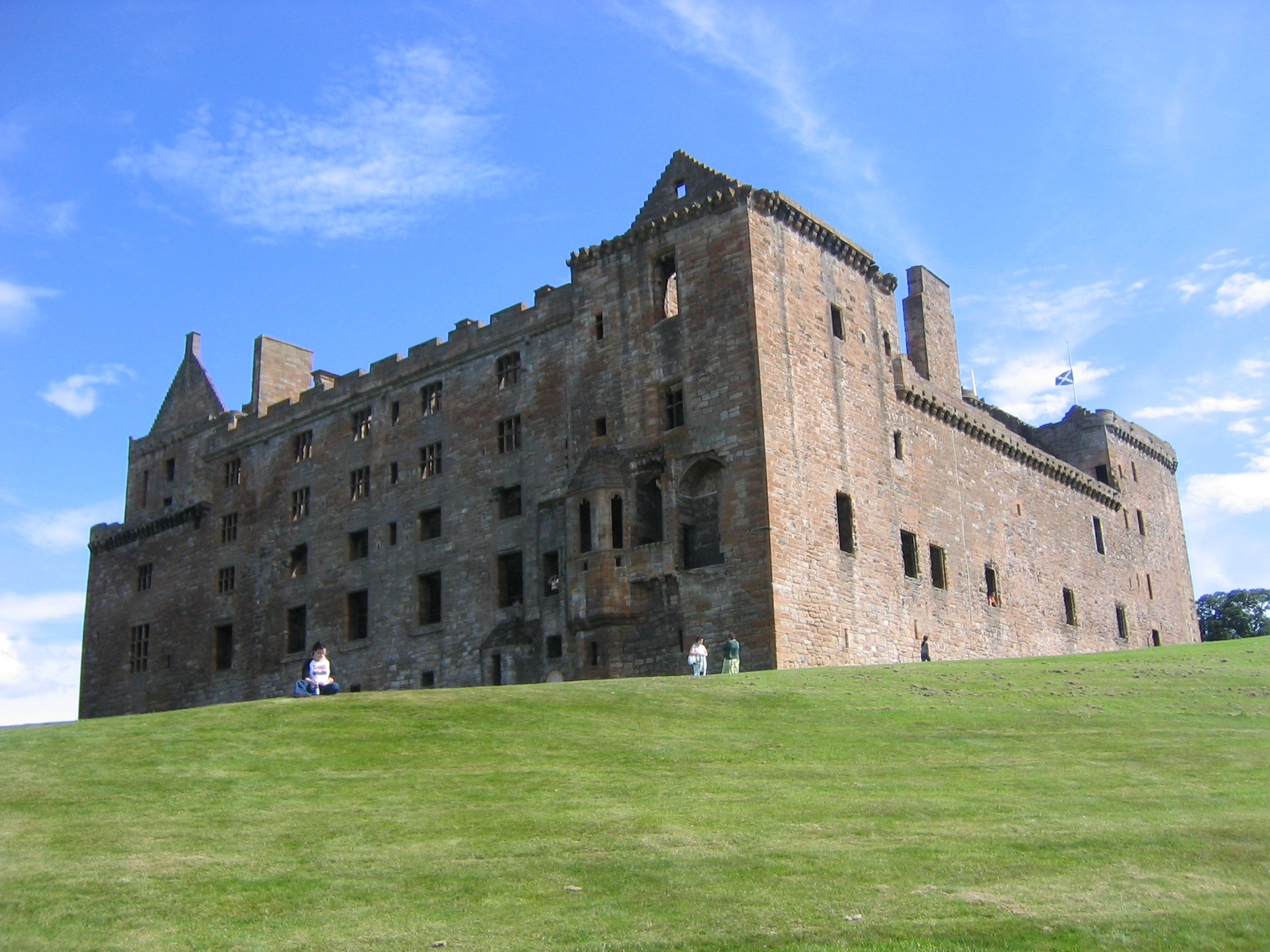
Vue du palais depuis le nord-ouest